# Georg Andreas Fabricius
Georg Andreas Fabricius (* 28. Mai 1589 in Herzberg; † 30. Mai 1645 in Göttingen) war ein deutscher Pädagoge und Polyhistor.

## Leben
Geboren als Sohn des Superintendenten Theodosius Fabricius, besuchte er das Pädagogium in Göttingen und studierte an der Universität Jena und der Universität Wittenberg. Nachdem er in Wittenberg sich den akademischen Grad eines Magisters erworben hatte, wurde er Rektor einer Schule in Oldenburg. 1626 übernahm er ein Rektorat in Mühlhausen und arbeitete ab 1633 am Gymnasium in Göttingen.
Fabricius publizierte Werke aus dem Gebiet der Theologie, der Physik und Astronomie. Besonders tat er sich als Polyhistor hervor, wobei aus heutiger Sicht sein bedeutendstes Werk der in Braunschweig 1624 erschienene Thesaurus philosophicus sive Tabulae totius philosophiae systema ist. Darin behandelt er unter mnemotechnischen Aspekt 376 Tabellen für den Unterrichtsgebrauch. Damit bot er für die Gelehrten seiner Zeit ein Werk, das solche Disziplinen wie Grammatik, Rhetorik, Poetik, Mathematik und Philosophie, im Sinne des Ramismus, behandelte.
Sein Sohn war Henning Gottfried Fabricius (29. Juni 1616 – 12. November 1675).

## Werkauswahl
- Thesaurus philosophicus sive Tabulae totius philosophiae systema. Braunschweig 1624
- Catenam Apostoliciam f. omnium librorum N.T. Analysin Logico Topicam
- Theatridium physicum quo universa macrocosmi et microcosmi natura. Muhlheusen 1632.
- Caelum Muhlhusium: Speculum Astronomicum